# 아제르바이잔 군단
아제르바이잔 군단(독일어: Aserbaidschanische Legion)은 무장친위대 소속 아제르바이잔인 의용부대 중 하나이다.

## 같이 보기
- 아라비아 자유군단
- 동부군 (독일 국방군)
- 카우카지엔 국가판무관부
- 아브두라흐만 파탈리베일리